# Подосоје (Билећа)
Подосоје је насељено мјесто у општини Билећа, Република Српска, БиХ. Према попису становништва из 1991. у насељу је живјело 971 становника. На попису становништва 2013. године, према подацима Републичког завода за статистику пописано је 1.055 становника.
Овдје се налази црква Светог Великомученика Георгија у Подосоју.

## Становништво
| Националност       | 1991. | 1981. | 1971. | 1961. |
| Срби               | 967   | 758   | 508   |       |
| Југословени        |       | 4     |       |       |
| Хрвати             |       | 1     |       |       |
| остали и непознато | 4     | 1     | 3     |       |
| Укупно             | 971   | 764   | 511   | '     |

| Демографија | Демографија | Демографија |
| Година      | Становника  | Становника  |
| ----------- | ----------- | ----------- |
| 1948.       | 2.371       |             |
| 1961.       | 431         |             |
| 1971.       | 511         |             |
| 1981.       | 764         |             |
| 1991.       | 973         |             |
| 2013.       | 1.055       |             |

## Познате личности
- Јефто Бошњак, народни херој Југославије
- Карл Малден, познати Амерички глумац Српског порекла (његов отац је рођен у селу Подосоје) (Петар Секуловић) (1886-1975)